# Villa Elena e Maria

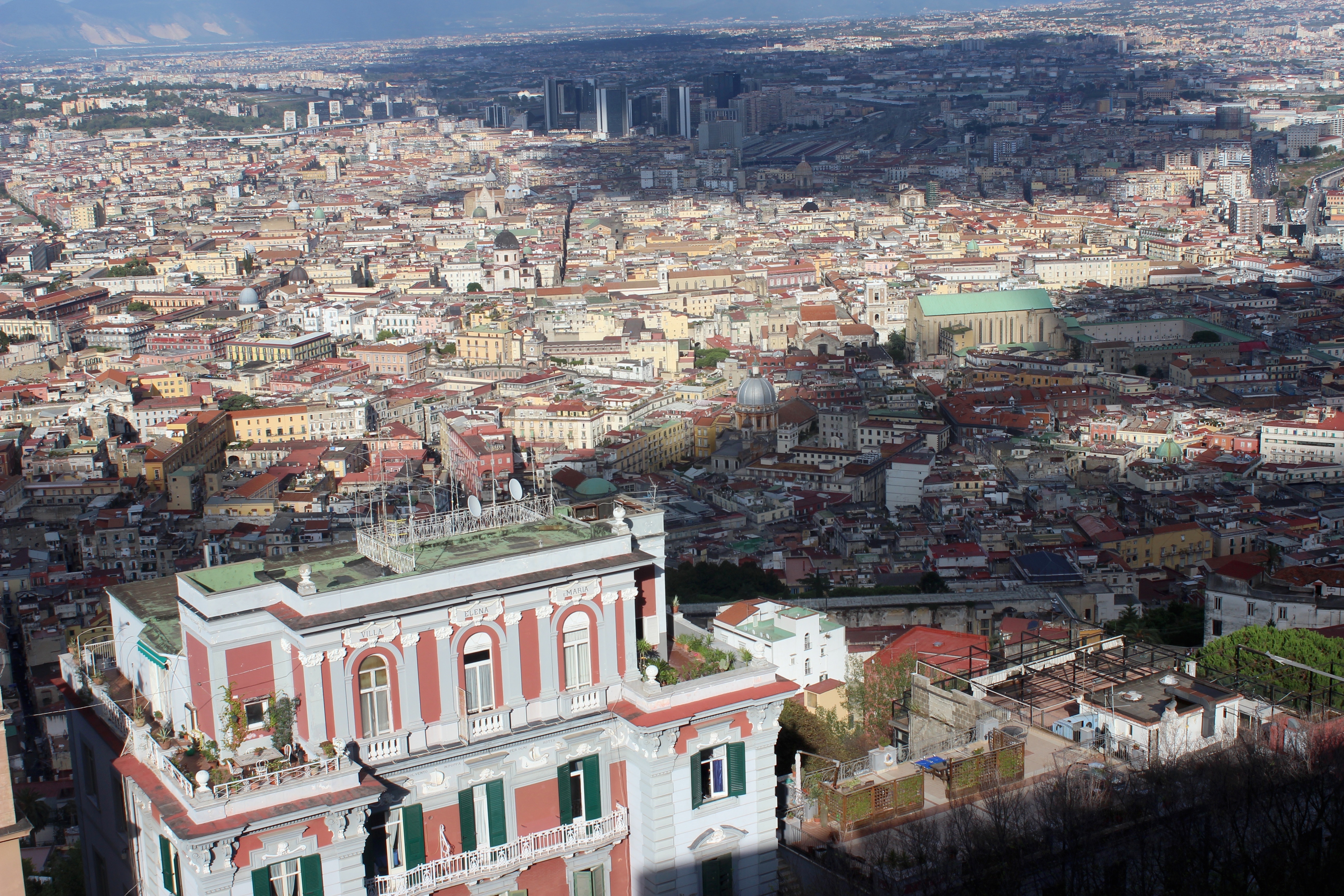
Zicht op de Villa Elena e Maria vanuit kasteel Sant'Elmo, Napels

De Villa Elena en Maria (1904) bevindt zich in de Italiaanse stad Napels, op de helling van de berg Vomero. De westzijde kijkt naar het kasteel Sant’Elmo en het Certosa di San Martino. De oostzijde kijkt breed uit over de stad en de Vesuvius. Een inscriptie op de gevel alludeert op het panoramisch uitzicht: Mirate qui Napoli Nobilissima, l’incantevole sirena. Dit betekent: bewonder hier (in het huis) het zeer nobele Napels, de betoverende sirene. 
De stijl van de villa is eclectisch, wat de voorkeurstijl was van de architecten Michele Capo (1873-1956) en Ettore Bernich (1850-1914). Niettemin zijn sommige vleugels van het huis duidelijk herkenbaar als art nouveau.